# Battaglia del Monte Gauro
La battaglia del Monte Gauro svoltasi nel 343 a.C., segnò un cambiamento di crinale nella politica estera di Roma. Se fino ad allora l'Urbe aveva combattuto per la sopravvivenza e per cercare di eliminare i concorrenti più agguerriti (per esempio Veio) alla supremazia regionale, con questa battaglia che segna l'inizio delle guerre sannitiche, Roma si propose in una fase di espansione territoriale e di potere che la porterà in tempi relativamente brevi al controllo dell'intera Italia peninsulare. Le guerre sannitiche costrinsero Roma a forgiare lo strumento che le avrebbe permesso la conquista del suo smisurato impero: l'esercito romano.

## I Sanniti
I Sanniti erano un popolo sabellico, di stirpe indoeuropea che occupava l'Appennino centrale dividendosi in Piceni, Sabini, Marsi e così via. I Sanniti erano stanziati nell'Appennino campano e si dividevano fra Caudini, Irpini, Carricini e Pentri.
Nella prima metà del IV secolo a.C., sotto la pressione degli stanziamenti dei Galli, spingendosi sempre più a meridione entrarono in contatto con la fertile pianura campana, tanto più ricca delle montagne dell'Irpinia. La rapina delle ricchezze degli altri popoli era all'epoca un costume non solo sannita, ma il tenace e battagliero popolo si accinse a scendere dai monti per conquistare le ricche città della pianura, giungendo i Sanniti, infine, fino a Capua.

## Capua
Capua era una città etrusca, nata probabilmente come avamposto, alle propaggini del territorio che i greci stavano colonizzando. Fondata non molti anni prima di Roma (intorno al IX secolo a.C.), il fiume Volturno la univa al mare Tirreno per i commerci e per le guerre con le colonie greche.
Roma era ancora governata dai re quando Capua iniziò a combattere con Cuma (524 a.C.) per la supremazia nel territorio campano. Le amichevoli relazioni con Roma datano subito dopo la riconquista della patria da parte dei romani, prima sconfitti al fiume Allia dai Galli di Brenno. Gli Etruschi stavano pian piano venendo inglobati nel sistema politico romano; ciononostante i capuani parteciparono alla rivolta dei Latini uniti nella Lega Latina perdendo in una serie di sconfitte (Veseris, Trifano, Minturno, Vescia) tutto il proprio territorio. A peggiorare la situazione vennero i Sanniti che, essendosi astenuti dal combattere contro Roma, ottennero - alla fine delle ostilità - il "permesso" di occupare il territorio dei Sidicini.

## Prodromi
I Sanniti si accorsero in fretta della ricchezza del territorio in cui si stavano addentrando e misero gli occhi sulla ricca Capua. I Capuani mandarono ambasciatori a Roma chiedendo protezione.
(Tito Livio, Ab Urbe condita libri, VII, 30, Mondadori, Milano, trad.: C. Vitali)
La delegazione campana illustrò i vantaggi di aiutare Capua: se avessimo chiesto l'amicizia quando eravamo forti, ci saremmo sempre sentiti un po' pari a voi; meno sottomessi; il patto con i Sanniti non vi esclude la possibilità di altre alleanze; siamo ricchi, i nostri campi sono fertili, le nostre città grandiose; i vostri eterni nemici, i Volsci e gli Equi avranno noi dietro alle spalle; sta a voi decidere se volete asservire tutta la Campania o lasciarla ai Sanniti; i Sanniti non combattono solo per predare o per il potere ma perché sono assetati di sangue. E quindi, se la sorte di Capua deve essere l'occupazione,
(Tito Livio, Ab Urbe condita libri, VII, 30, Mondadori, Milano, trad.: C. Vitali)
Nonostante gli evidenti vantaggi economici che derivavano da una tale alleanza, il Senato romano non accettò di cambiare. Però propose Roma come mediatore per cercare di fermare i Sanniti nella loro espansione verso il mare. Il capo della legazione capuana, a questa risposta, regalò la città a Roma:
(Tito Livio, Ab Urbe condita libri, VII, 31, Mondadori, Milano, trad.: C. Vitali)
La delegazione romana partì per il Sannio per chiedere di risparmiare i loro nuovi sudditi. Forse Roma voleva proprio liberarsi di questa alleanza con i Sanniti, forse la delegazione romana si comportò o parlò in modo da spingerli alla guerra. Qualcosa di simile accadde con la delegazione inviata, anni dopo, sull'altro lato dell'Adriatico alla regina Teuta. Tito Livio riporta che la risposta dei capi sanniti fu arrogante e i magistrati sanniti, chiamati i comandanti militari, alla presenza stessa dei legati romani, ordinarono loro di partire subito e saccheggiare il territorio campano.

## Battaglia
I preparativi iniziarono subito e i due consoli lasciarono Roma con i rispettivi eserciti. Marco Valerio Corvo guidò il suo verso la Campania e si attestò sul Monte Gauro; Aulo Cornelio Cosso Arvina si diresse verso il Sannio posizionandosi a Saticola. I Sanniti, ritenendo che lo sforzo principale sarebbe stato posto sul Gauro e in odio ai Campani si diressero contro Valerio. Dopo alcuni giorni di scaramucce Valerio lanciò i suoi uomini alla battaglia.
(Tito Livio, Ab Urbe condita libri, VII, 31, Mondadori, Milano, trad.: C. Vitali)
I Sanniti venivano da una clamorosa vittoria sui Campani; i Romani avevano alle spalle quattrocento anni di battaglie per lo più vittoriose; entrambi i popoli si conoscevano ma non potevano valutare appieno le caratteristiche belliche degli avversari. Non si erano ancora scontrati direttamente.
Questa è una delle battaglie di cui Livio non ci regala la descrizione dei prodromi. Entra subito in medias res informandoci che "per parecchio tempo si lottò senza che nessuna delle parti desse segno di debolezza" e allora il console cercò di scompigliare le linee sannite con una carica di cavalleria. 
 
Non funzionò. Il terreno era troppo accidentato. Tornò allora indietro e scendendo da cavallo si pose, a piedi, alla testa della fanteria:
(Tito Livio, Ab Urbe condita libri, VII, 31, Mondadori, Milano, trad.: C. Vitali)
Di notevole interesse il "nostrum" di un console frammisto ai soldati di fanteria. Una delle forze dell'esercito romano: gli esempi diretti di immedesimazione dei capi con il popolo. Molto più nel pericolo che nelle dispute politiche.
(Tito Livio, Ab Urbe condita libri, VII, 31, Mondadori, Milano, trad.: C. Vitali)
Ma i Sanniti non mollavano, attorno alle loro insegne si ammucchiavano i cadaveri. E nessuna delle due parti accennava a una fuga. Livio non ci offre dettagli ma narra che ad un certo punto i Sanniti cominciarono a cedere, si vide qualche primo movimento di fuga, le prime catture di prigionieri, l'inizio del massacro e molti si salvarono solo perché il calare delle tenebre pose fine victoria magis quam proelium: alla vittoria più che al combattimento.
(Tito Livio, Ab Urbe condita libri, VII, 31, Mondadori, Milano, trad.: C. Vitali)
La battaglia del Monte Gauro era terminata e il giorno successivo i Romani occuparono gli accampamenti dei nemici dove giunse la folla dei Campani per congratularsi con loro.

## Conseguenze
Con la successiva battaglia di Suessula terminò il primo anno della Prima guerra sannitica. I due popoli si erano messi reciprocamente alla prova. Per i successivi cinquant'anni, fino alla battaglia di Aquilonia del 293 a.C., le prove sarebbero sanguinosamente continuate.